# Katehol-o-metiltransferaza

## Struktura
Struktura je određena pomoću podataka dobivenih difrakcijom x-zrakama. Sastoji se od 221 aminokiseline te je molekulska masa humanog proteina jednaka 24.3 kDa. COMT sadrži jednu domenu koja se sastoji od 8 alfa uzvojnica omotanih oko nakupine od 7 beta listova. Protein uvijek dolazi u kompleksu s kosupstratom S-adenozil metioninom (SAM), ionom magnezija i kompetitivnim inhibitorom 3,5-dinitrokateholom. Te tri molekule čine aktivno mjesto COMT-a. Aktivno mjesto sastoji se od katalitičkog mjesta u kojem su vezani ion magnezija i supstrat, koje se nalazi u plitkom utoru na površini proteina te od vezne regije za S-adenozil metionin, koja se nalazi u unutrašnjosti proteinske strukture. Postoje dva oblika COMT-a. Jedan oblik je topivi COMT (S-COMT). Drugi oblik je membranski COMT (MB-COMT) koji na N-kraju lanca sadrži dodatnih 50 aminokiselina koje ga usidruju u membranu. To je integralni membranski protein čije se katalitičko mjesto nalazi sa citoplazmatske strane membrane.

## Funkcija
COMT je enzim koji katalizira prijenos metilne skupine na atom kisika molekule akceptora, odnosno, O-metilaciju i time osigurava inaktivaciju kateholaminskih neuroprijenosnika i kateholnih hormona uključujući dopamin, norepinefrin, kofein i estrogene. Također, skraćuje biološki poluživot određenih neuroaktivnih lijekova, poput L-DOPA, alfa-metil DOPA i izoproterenola.
Funkciju uvelike određuje polimorfizam COMT gena, konkretno zamjena valina na poziciji 158 metioninom (Val158Met) rezultira redukcijom u aktivnosti enzima i sposobnosti metaboliziranja neuroprijenosnika i kateholoestrogena. Kako bi enzim bio funkcionalan, od iznimne je važnosti da se ligandi vežu određenim redoslijedom. SAM, odgovoran za doniranje metilne skupine kateholu, u početku se veže za enzim putem induciranog prianjanja. Zatim se veže kation dvovalentnog metala preko koordinacijskih veza na nekoliko kiselih ostataka i jedna molekula vode u aktivnom mjestu. Metalni kation kritičan je za poravnavanje SAM-a u konformaciji prikladnoj za katalizu sa supstratom, no ako se metal prvi veže, tada SAM ne može pristupiti svom mjestu vezanja. Funkcionalna aktivnost COMT-a bitno ovisi i o prirodi vezanog metala.
MB-COMT glavni je oblik COMT-a u mozgu jer ima veći afinitet za dopamin od S-COMT i pretpostavlja se da igra važnu ulogu u modulaciji kortikalne dopaminske signalizacije. C-terminalna katalitička domena MB-COMT u izvanstaničnom prostoru sugerira da MB-COMT može inaktivirati sinaptički i ekstrasinaptički dopamin na površine presinaptičkih i postsinaptičkih neurona. S-COMT je glavni oblik COMT u perifernim tkivima, uključujući jetru i krv, a pretpostavlja se da igra važnu ulogu u detoksikaciji i metabolizmu kateholnih spojeva.

## Uloga u bolesti
Dok su struktura i funkcija katehol-O-metiltransferaze već razjašnjeni, njegova uloga u staničnim putevima i patološkim stanjima i dalje je predmet aktivnog istraživanja.
Zbog svoje kritične uloge u degradaciji sinaptičkog dopamina, ovaj protein najviše djeluje na neurobiologiju spoznaje, emocija, regulacije sna, ovisničkog ponašanja, neurodegeneraciju. COMT Val158Met polimorfizam uzrokuje promjene u strukturi i funkciji prefrontalnog korteksa, čime povećava rizik od anksioznosti, depresije, bipolarnog poremećaja, shizofrenije i ostalih mentalnih bolesti. COMT gen regulira razine dopamina u prefrontalnom korteksu koje djeluju za radnu memoriju i izvršno funkcioniranje – uzrokuje bržu progresiju Alzheimerove bolesti i manju šansu za preživljenjem. COMT inhibitori koriste se u liječenju Parkinsonove bolesti kao lijekovi adjuvansi, oni povećavaju biodostupnost i poluživot lijeka, omogućujući bolju penetraciju lijeka kroz krvno-moždanu barijeru.